# 托法尼冰川
托法尼冰川（英語：Tofani Glacier），是南極洲的冰川，位於葛拉漢地的鮑曼海岸，最終在豪澤峰以北注入索爾伯格灣，在1940年由美國研究隊拍攝空中照片，現時由南極條約體系管理。